# Площі Кременчука
У даний час у Кременчуці налічується три майдани. Найбільший — площа Перемоги.

## Історія
Станом на 1901 рік у місті налічувалось сім площ :
| № п/п | Колишня назва             | Сучасна назва                                      |
| ----- | ------------------------- | -------------------------------------------------- |
| 1     | Соборна (Олександрійська) | Перемоги                                           |
| 2     | Червона                   | У стадії формування                                |
| 3     | Базарна                   | Колгоспний ринок                                   |
| 4     | Учбова                    | Забудована                                         |
| 5     | Перша Ярмаркова           | Вулиця Халаменюка (біля палацу культури «Кредмаш») |
| 6     | Друга Ярмаркова           | Забудована                                         |
| 7     | Басейна                   | Забудована                                         |

## Площі Кременчука
| № з/п | Назва        | Розташування | Фото | Примітки              |
| ----- | ------------ | --- | ---- | --------------------- |
| 1     | Незалежності | Центр. На південному сході в неї входить бул. Українського Відродження, на північному заході межує з вул. Соборною. |      |                       |
| 2     | Перемоги     | Центр. На північному сході межує з вул. Перемоги, на південному заході з вул. Алітуською.                           |      | Найбільша площа міста |
| 3     | Привокзальна | На межі з центром міста. На південному заході розташований міський вокзал.                                          |      |                       |